# Summer Hits Tour 2018
Il Summer Hits Tour 2018 è un tour promozionale del gruppo britannico Little Mix. Il tour è stato annunciato alla fine dell'ultima tappa del loro Glory Days Tour. Esso inizia il 6 luglio 2018 e termina il 29 luglio dello stesso anno, per un totale di 15 tappe. Gli artisti di apertura sono i Rak-Su e Germein. Inoltre, si tratta del primo tour delle Little Mix negli stadi.

## Setlist
1. Touch
2. Reggaetón Lento (Remix)
3. How Ya Doin'?
4. Love Me Like You
5. Hair
6. Little Me
7. No More Sad Songs
8. Wings
9. Change Your Life
10. Move
11. Black Magic
12. Salute
13. Only You
14. Shout Out to My Ex
15. Secret Love Song, pt. II
16. Power

## Date
| 6 luglio 2018  | Hove         | Regno Unito | The 1st Central County Ground   | Rak-Su Germein | N.D.              | N.D.        |
| 7 luglio 2018  | Swansea      | Regno Unito | Liberty Stadium                 | Rak-Su Germein | 25,596 / 25,596   | $1,783,054  |
| 8 luglio 2018  | Colchester   | Regno Unito | JobServe Community Stadium      | Rak-Su Germein | N.D.              | N.D.        |
| 12 luglio 2018 | Northampton  | Regno Unito | County Ground                   | Rak-Su Germein | N.D.              | N.D.        |
| 13 luglio 2018 | Hull         | Regno Unito | KCOM Craven Park                | Rak-Su Germein | 21,142 / 21,142   | $1,356,751  |
| 14 luglio 2018 | Bolton       | Regno Unito | Macron Stadium                  | Rak-Su Germein | 29,414 / 29,414   | $1,996,133  |
| 15 luglio 2018 | Huddersfield | Regno Unito | John Smith's Stadium            | Rak-Su Germein | 28,163 / 28,163   | $1,967,899  |
| 19 luglio 2018 | Derby        | Regno Unito | The 3AAA County Ground          | Rak-Su Germein | N.D.              | N.D.        |
| 20 luglio 2018 | Lincoln      | Regno Unito | Lincolnshire Showground         | Rak-Su Germein | N.D.              | N.D.        |
| 21 luglio 2018 | Norwich      | Regno Unito | Earlham Park                    | Rak-Su Germein | 14,104 / 14,104   | $901,774    |
| 22 luglio 2018 | Maidstone    | Regno Unito | Kent Event Centre               | Rak-Su Germein | N.D.              | N.D.        |
| 26 luglio 2018 | Gateshead    | Regno Unito | Gateshead International Stadium | Rak-Su Germein | 20,675 / 20,675   | $1,434,495  |
| 27 luglio 2018 | Falkirk      | Regno Unito | Falkirk Stadium                 | Rak-Su Germein | N.D.              | N.D.        |
| 28 luglio 2018 | Aberdeen     | Regno Unito | AECC Outdoors                   | Rak-Su Germein | 15,488 / 15,488   | $1,000,117  |
| 29 luglio 2018 | Inverness    | Regno Unito | Bught Park                      | Rak-Su Germein | N.D.              | N.D.        |
| Totale         | Totale       | Totale      | Totale                          | Totale         | 154,582 / 154,582 | $10,440,223 |